# Whitfield (Kent)
Pour les articles homonymes, voir Whitfield.
Whitfield est une paroisse civile et un village du Kent, en Angleterre.